# 大药獐牙菜
大药獐牙菜（学名：Swertia tibetica）为龙胆科獐牙菜属下的一个种。

## 扩展阅读
- 維基物種上的相關：大药獐牙菜